# GHBS

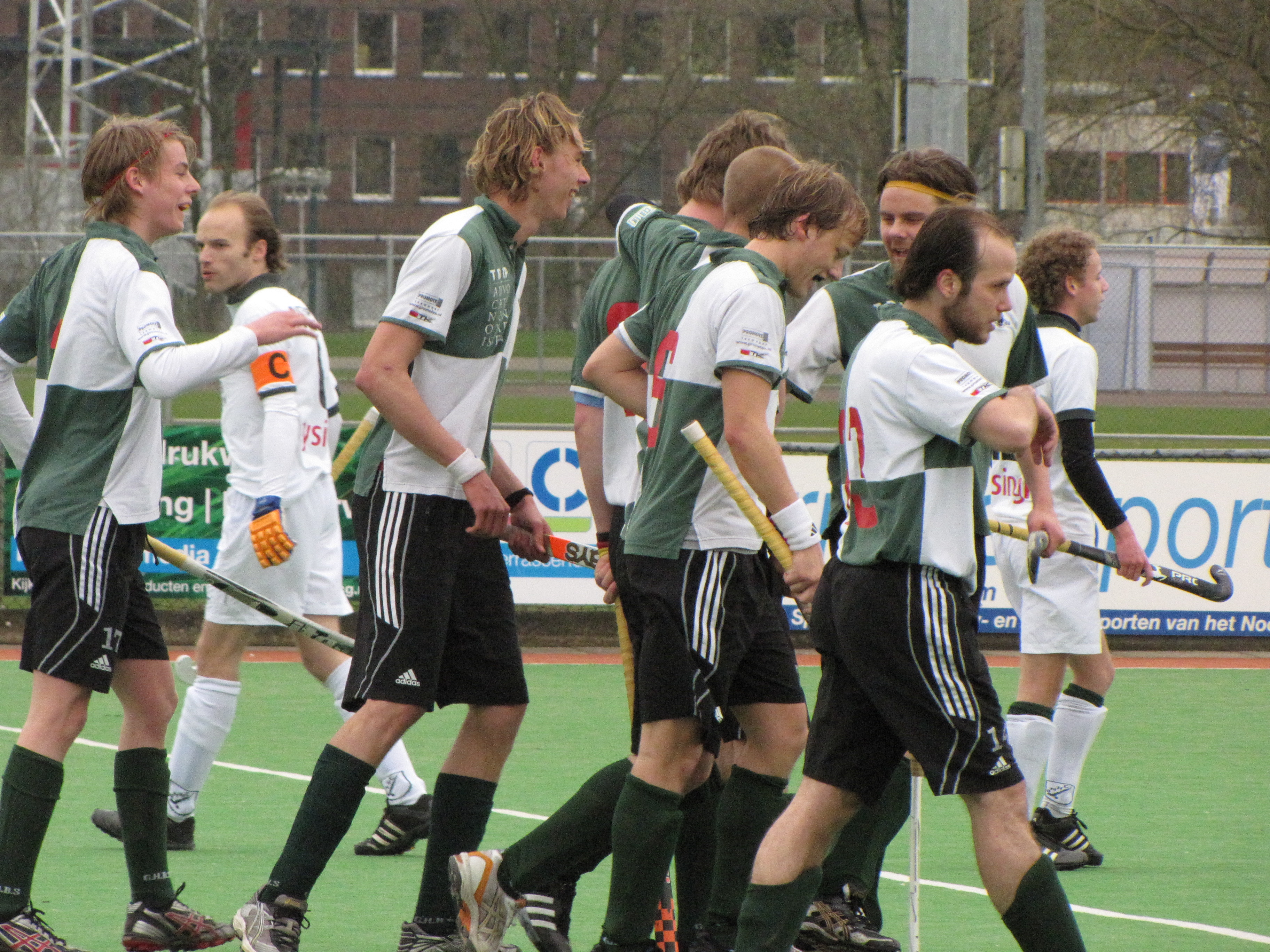
GHBS heren 1 in het seizoen 2009/10

MHC GHBS is een hockeyclub uit de stad Groningen. De club is opgericht in 1928 door cursisten/scholieren van de Gemeentelijke Hogere Burger School, waar ook de clubnaam van afgeleid is. In dat jaar is Nederland in de ban van de Olympische Spelen, die in Amsterdam worden gehouden. In Groningen namelijk volgt een aantal cursisten/scholieren van de ‘Gemeentelijke Hogere Burger School’ de goede prestaties van het Nederlandse hockeyteam op de radio. Zo luisteren ze ook naar de finale tussen Nederland en Brits-Indië en daardoor ontstaat een idee: het oprichten van hockeyclub ‘Gemeentelijke Hogere Burger School’. GHBS is vanaf dat moment een feit en is dan de tweede hockeyvereniging in Groningen.

## Accommodatiegeschiedenis
Gekleed in een groen met wit geblokt shirt, een zwarte broek en groene kousen speelde GHBS op verschillende velden in Groningen, zoals in het Stadspark. Na ongeveer anderhalf jaar gaan de studenten in ‘de Harenermolen’ hockeyen. Ze spelen daar totdat er in de jaren ’50 een geschikt speelveld is gevonden op een complex aan het ‘Van Starkenborghkanaal’. Daar onderscheidt GHBS zich in 1963 door als eerste hockeyclub een clubhuis te laten bouwen, waar de junioren op zaterdag terechtkunnen en de senioren op zondag. Tien jaar lang hockeyen, clubleven en groei resulteert in 1973 in een verhuizing naar het huidige sportcomplex ‘Corpus den Hoorn’. Het voortbestaan van de accommodatie werd bedreigd door de plannen om een 'zuidtangent' (snelweg) aan te leggen, maar dit ging uiteindelijk niet door. In november 2005 vond de opening van het derde kunstgrasveld plaats.
GHBS is een mixed hockeyclub die zich, met meer dan 1800 leden, de grootste van het Noorden kan noemen. Naast een groeiend aantal leden bezit GHBS inmiddels vijf kunstgrasvelden: een semi-waterveld, een zandveld en drie watervelden. Op 2 november 2013 werd het vierde kunstgrasveld feestelijk geopend. In de zomer van 2020 werd begonnen met de aanleg van het vijfde veld. Dit veld wordt bij de start van seizoen 2020-2021 in gebruik genomen. De velden omringen het clubhuis. In het clubhuis worden jaarlijks diverse themafeesten gegeven.

## Teams
GHBS heeft in totaal (seizoen 2019/2020) 44 seniorenteams en 62 jeugdteams. Heren 1 speelt in de 1e klasse D, Dames 1 speelt in de Gold cup.

## Lustrum
Met een feestelijke receptie waarbij veel oud-leden aanwezig waren en tal van andere activiteiten, vierde de vereniging in seizoen 2018-2019 haar 18e lustrum.  De oprichtingsdatum is 3 november 1928.